# ترک‌کشی ایلاقی
تُرک کِشی ایلاقی یا ترک کَشی ایلاقی یکی از شاعران روزگار سامانی است که منوچهری از او یاد کرده‌است. آگاهی‌ای از زندگانی و چگونگی او در دست نیست. شعر زیر از اوست:
| امروز اگر مراد تو برناید |  | فردا رسی به دولت آبا بر  |
| چندین هزار امید بنی‌آدم   |  | طوقی شده به گردن فردا بر |

## منبع
- محمد دبیر سیاقی، پیشاهنگان شعر پارسی، انتشارات علمی و فرهنگی
- لغتنامه دهخدا

1. ↑  صور خیال در شعر فارسی، محمدرضا شفیعی کدکنی، انتشارات آگاه، تهران